# مسجد جامع خور
مسجد جامع خور مربوط به دوران‌های تاریخی پس از اسلام - دوره قاجار است و در خور، مرکز شهر خور واقع شده و این اثر در تاریخ ۱۹ مرداد ۱۳۸۴ با شمارهٔ ثبت ۱۲۷۳۵ به‌عنوان یکی از آثار ملی ایران به ثبت رسیده است.